# Josep Pla
Œuvres principales
- Barcelona
- El quadern gris (ca)
- El que hem menjat
- Articles amb cua
- Notes de capvesprol

Josep Pla i Casadevall, né en 1897 à Palafrugell et décédé en 1981 à Llufríu, de la municipalité de Palafrugell, est un journaliste et écrivain espagnol du XXe siècle, dont l'œuvre participe, avec celles de Salvador Espriu et de Josep Maria de Sagarra au renouvellement de la littérature catalane.
Son œuvre littéraire, originale et très étendue, qui couvre de façon ininterrompue six décennies et plus de 30 000 pages, a été essentielle pour la modernisation du catalan et pour la diffusion des traditions locales. Ses articles d'opinion, ses chroniques et ses reportages sur de nombreux villages, constituent un témoignage de l'histoire du XXe siècle. L'ensemble, en plus d'être l'auteur le plus lu de la littérature catalane, 25 ans après sa mort, en fait unanimement le prosateur le plus important de la littérature catalane contemporaine.[pas clair]

## Biographie
Issu d’une famille de modestes propriétaires terriens, Pla est l'aîné de quatre enfants.  Il est d'abord interne dans un collège de Maristes, à Gérone (Catalogne, Espagne).  Il commence ensuite, en 1913, des études de médecine qu’il abandonne pour se réorienter en droit dans le but de devenir notaire.

## Œuvre
- 1925 : Coses vistes
- 1942 : De l'Empordanet a Barcelona (2e éd. Edicions Destino, 1981)
- 1942 : Viaje en autobús
- 1951 : El carrer Estret - Prix Joanot Martorell 1951
- 1956 : Barcelona — Prix Lletra d'Or 1957
- 1967 : El quadern gris (ca) — Prix de la critique Serra d'Or 1967
  - Le Cahier gris : un journal, traduction de Pascale Bardoulaud, éditions Jacqueline Chambon, Nîmes, 1992
  - Le Cahier gris, traduction de Serge Mestre, éditions Gallimard, Paris, 2013
- 1973 : El que hem menjat — Prix de la critique Serra d'Or 1973
- 1977 : Articles amb cua — Prix de la critique Serra d'Or 1977
- 1980 : Notes de capvesprol — Prix de la critique Serra d'Or 1980
- 1982 : Aigua de mar, 3e éd. Edicions Destino
- 1984 : Alguns grans cuiners de l'Empordà. Llibres a Mà